# Patronato Penitenciário de Londrina
O Patronato Penitenciário de Londrina – Dr. Héber Soares Vargas, situado na cidade de Londrina, Estado do Paraná – Brasil, nos termos do Decreto Estadual nº 3.877 de 11 de abril de 2001, é um órgão da Secretaria de Estado da Justiça e da Cidadania e subordinado ao Departamento Penitenciário do Estado do Paraná - Departamento penitenciário, destinando-se à execução das penas em regime aberto.

## Histórico institucional
- 1976 – No Governo de Jayme Canet, a Secretaria de Estado da Justiça firmou convênio com a Universidade Estadual de Londrina - UEL, oficializando o “Projeto Albergado” e dotando-o de recursos financeiros.
- 1977 – Nesse mesmo governo este projeto passou a denominar-se “Programa Themis”, ficando instituído a nível Estadual.
- 1985 - No Governo de José Richa, com a reformulação da Lei de Execução Penal nº 7.210/84 que determina a assistência ao apenado e egresso dos Estabelecimentos Penais, a Secretaria de Estado da Justiça substituiu o Programa Themis pelo “Programa Pró-Egresso” - Programa Estadual de Assistência ao Apenado e Egresso - passando a atender além das Cadeias Públicas, também os egressos das Unidades Penais do Estado.
- 1991 – No Governo de Roberto Requião foi criado o Patronato Penitenciário do Estado, com sede na capital, passando a supervisionar os Programas Pró-Egressos do interior do Estado.
- 2001 – No Governo de Jaime Lerner, foi criado, no âmbito da Secretaria de Segurança Pública, o Patronato Penitenciário de Londrina, tendo como patrono, em memória, o médico Dr. Héber Soares Vargas. Desde o início, esta unidade penal buscou dar continuidade e otimizar os trabalhos desenvolvidos pelo Programa Pró-Egresso local, além de prestar subsídios aos demais Programas Pró-Egresso da região norte do Estado, dentro de sua área de abrangência.
- 2006 – No Governo de Roberto Requião, em decorrência do grande e crescente número de beneficiários e usuários atendidos pelo Patronato Penitenciário de Londrina, foi edificada a atual sede, com estruturas amplas e adequadas ao atendimento do público alvo.

## Política de atuação
Atuar sobre a questão da criminalidade, enfocando as possibilidades de diminuição da reincidência criminal, através da assistência jurídica, social, psicológica, pedagógica e cultural aos apenados à Prestação de Serviços  a Comunidade (PSC) e egressos de instituições prisionais do Estado, os quais cumprem pena em regime aberto.
O Estado do Paraná vem adotando uma política de vanguarda na área de execução penal. Basta lembrar que esse Estado é o único da Federação a contemplar dois Patronatos Penitenciários, e uma política ostensiva de apoio ao apenado, ao egresso e seus familiares. Para isso, conta com o apoio de uma extensa rede de programas de assistência ao egresso, denominados “Programas Pró-Egressos”, que supervisionados pelos Patronatos, promovem a assistência ao apenado e ao egresso em todas as regiões do Estado do Paraná.
Portanto, os trabalhos realizados por essas instituições, têm sua relevância, tanto para aquele que retorna ao convívio social, fazendo-o perceber, enquanto cidadão, seus valores, seus direitos, deveres e garantias constitucionais, quanto para a sociedade que deixará de arcar com o ônus da custódia de mais um condenado, pois comprovadamente, os índices de reincidência criminal daqueles que recebem uma assistência e acompanhamento após o cárcere, são baixíssimos quando comparados àqueles que nada recebem.
Promover a reintegração social, garantir o cumprimento de seus direitos, criar condições para se evitar a reincidência e o ciclo da violência, são algumas das atribuições dos Patronatos e Programas Conveniados; Mas essa não é uma luta isolada, os conflitos sociais só podem ser solucionados com a participação efetiva dos sujeitos envolvidos, ou seja, a sociedade e o Estado; O caráter punitivo da pena, não deve transparecer como castigo, mas como apoio, educação, profissão, recuperação e muita dedicação.
Um outro desafio do Estado e da Sociedade é ampliar o leque de aplicação das penas alternativas e substitutivas a prisão, para que essas pessoas possam cumprir suas condenações através do trabalho, como por exemplo, a Pena de Prestação de Serviços à Comunidade (PSC), onde o condenado cumpre sua pena, sem abandonar a família e ao convívio social, pois alguém disse uma vez: “é melhor termos um bom cidadão na sociedade, do que um bom preso no Sistema Penitenciário”.

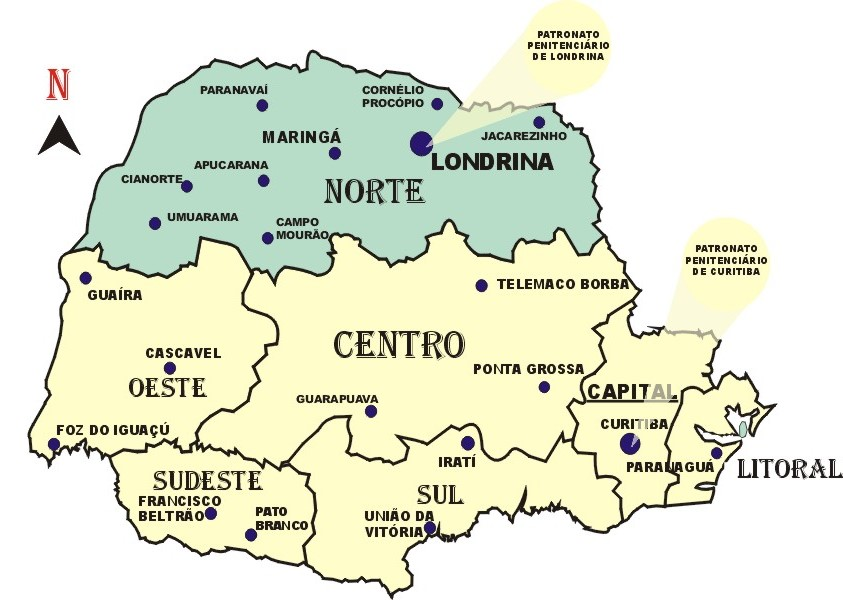
Área de Abrangência Regional

## Abrangência regional
| Apucarana         | Londrina  |
| Cianorte          | Maringá   |
| Cornélio Procópio | Paranavaí |
| Jacarezinho       | Umuarama  |

## Equipe organizacional
- Direção
- Divisão Assistencial
  - Assistência Jurídica
  - Assistência Social
  - Assistência Pedagógica
  - Assistência Psicológica
  - Área de Documentação e Informações
- Divisão de Administração e Finanças

## Atendimento técnico
O Patronato é composto de uma equipe multidisciplinar voltada ao atendimento do apenado e egresso, contando com as seguintes áreas:
- Coordenadores Regionais de Programa Pró-Egressos;
- Área de Direito, com uma assessoria jurídica que presta acompanhamento profissional aos sentenciados;
- Área de Serviço Social, que conta com profissionais que atuam com sentenciados a partir de suas necessidades básicas, visando estimular e recuperar o espírito de iniciativa, a tomada de decisões e responsabilidades;
- Área de Psicologia, que visa o atendimento psicoterapêutico sistematizado e orientação psicológica;
- Área de Pedagogia, que atua na orientação educacional e na capacitação profissional dos sentenciados e seus familiares;
- Estagiários, que atuam no sentido de estabelecer a relação teoria-prática e a interdisciplinaridade no processo de formação profissional.

## Atribuições gerais
- Prestar assistência aos albergados, aos egressos e aos beneficiários das condições de suspensão e de livramento condicional de pena;
- Cadastrar e prestar assistência às instituições receptoras de prestadores de serviços à comunidade.
- Contribuir para a sensibilização da sociedade em relação à questão da criminalidade e para a inclusão social dos apenados;
- Proporcionar campo de estágio a acadêmicos de vários cursos de  ensino superior ;
- Proporcionar campo de pesquisa a instituições de ensino superior;

## Penas fiscalizadas e executadas

### Penas alternativas
Para as pessoas que cometeram delitos de pequena e média gravidade e que foram condenadas pelo Juiz a cumprir um tipo de sanção alternativa à pena de prisão. Legalmente esta pena alternativa é calculada à razão de 1 (uma) hora de trabalho para cada dia de pena que a pessoa precisaria cumprir no regime fechado. Assim, a prestação de serviços à comunidade (PSC) como forma alternativa implica geralmente num período maior de tempo para cumprimento e numa certa inflexibilidade em relação às condições em que será cumprida a pena.

### Medidas alternativas
Para as pessoas que estão sendo processadas judicialmente por um delito que lhes foi atribuído nas infrações de médio potencial ofensivo, o Ministério Público, ao oferecer denúncia, poderá propor a suspensão do processo, que se aceita pelo acusado, poderá levar o Juiz, após o recebimento da denúncia, a suspender o processo no período de 2 a 4 anos, mediante a determinadas condições, entre elas a prestação de serviços à comunidade (PSC). Neste caso, as pessoas não foram julgadas nem condenadas. No caso da Suspensão Condicional do Processo pode haver uma certa flexibilidade nas condições de cumprimento da medida, desde que tais alterações tenham justificativas e sejam autorizadas pelo Juiz e pelo Promotor de Justiça.

## Prestação de serviços à comunidade
A prestação de serviços à comunidade ou a entidade pública consiste numa medida judicial na qual atribuem-se tarefas gratuitas ao réu. Estas tarefas poderão ser realizadas em entidades assistenciais, hospitais, escolas, orfanatos e outros estabelecimentos semelhantes, em programas comunitários ou estatais, levando-se em conta os perfis criminais, psicológicos e aptidões do apenado.
Esta PSC tem como objetivo um caráter educativo do apenado e é uma das formas de iniciar seu processo de reinserção social.
É muito importante observar que a prestação de serviços á comunidade (PSC) não deve prejudicar a jornada normal de trabalho ou de estudos do apenado, motivo pelo qual são tão importantes as vagas para prestadores de serviços nos finais de semana.

## Aplicação das penas alternativas
a) Sua aplicação é um requisito da sentença;
b) Não exige concordância do condenado;
c) É feita logo após a aplicação da pena privativa de liberdade;
d) Tem a mesma duração da pena de prisão.
e) Em penas não superiores a (4) anos;
f) Quando o delito não for cometido com violência ou ameaça;
g) Nos crimes culposos;
h) Não ser reincidente em crime doloso;
i) Quando a culpabilidade, antecedentes, conduta social, personalidade, motivos e as circunstância, indicarem que a substituição seja suficiente.
Obs: a pena alternativa é um requisito da sentença, não exige concordância do condenado e tem a mesma duração da pena de prisão.

### Finalidades
- Prevenir para que não volte a ocorrer;
- Ser eficaz ao condenado;
- Satisfazer a vítima;
- Beneficiar a sociedade.

### Vantagens
- Diminui a chance de que a pessoa volte a praticar delitos;
- Diminui o custo do sistema repressivo;
- Permite ao Juiz da sentença adequar a pena;
- Não envia pessoas indiscriminadamente à prisão;
- Evita-se o convívio com elementos de alta periculosidade;
- Mantêm os condenados ativos na sociedade;
- Permanência do condenado em seu trabalho;
- Permanência do condenado junto a sua família;
- Oferta de mão de obra a entidades carentes;
- Aprimora a mão de obra do condenado;
- A sociedade participa na reeducação do condenado;
- Promove a conscientização dos problemas sociais;
- Abranda a “Rejeição Social”.

## Atividades permanentes
- Acompanhamento dos egressos e apenados conforme determinação judicial pelas áreas jurídicas, sociais, psicológicas, pedagógicas;
- Atendimento aos familiares dos egressos e apenados, que buscam este serviço para orientação;
- Qualificação profissional dos egressos e apenados para o mercado de trabalho, através de reuniões com grupos desempregados, oferta de cursos profissionalizantes e convênio com a Secretaria de Estado do Emprego e Relações do Trabalho;
- Capitação de vagas do mercado de trabalho mediante convênio com a Secretaria de Estado do Emprego e Relações do Trabalho / Agência do Trabalhador / SINE (Sistema Nacional de Empregos), inscrição dos egressos e apenados junto ao terminal de consultas de vagas do SINE instalado no próprio Patronato;
- Confecção de Carteira de Trabalho aos egressos, apenados e réus de Penas Alternativas, em parceria com o Ministério do Trabalho;
- Acompanhamentos psicoterápicos dos réus de liberdade vigiada, e aos indicados para participar de grupos de Alcoólicos Anônimos e Narcóticos Anônimos;
- Coordenação de projetos em parceria com o Ministério da Justiça / SESP / Central de Penas Alternativas, quando houver.

## Parcerias
O Patronato mantém parcerias com:
- Instituições que ofertam Cursos Profissionalizantes, tais como o Serviço Nacional de Aprendizagem Comercial - SENAC, e a Secretaria de Estado do Emprego e Relações do Trabalho, objetivando atender aos beneficiários sob a responsabilidade do Patronato Penitenciário, através de programas de formação profissional, como isenção de taxa de matrícula, facilitando a integração do egresso à sociedade;
- Secretaria do Emprego e Relações do Trabalho - SINE, oferecendo aos beneficiários consulta ao terminal de vagas, encaminhando-os às empresas mediante contato prévio;
- Entidades Sociais e Instituições Públicas ( Universidades / Prefeituras / Órgãos da Administração Pública) para prestação de serviços à comunidade (PSC), direcionando esforços no sentido de minimizar a reincidência da marginalidade e desafogar o Sistema Prisional do Estado;
- Instituições de Ensino Superior, para proporcionar campo de estágio a acadêmicos de vários cursos.